# Microsoft Operations Manager

System Center Operations Manager 2012: Hauptbestandteile des Produkts

Der Microsoft Operations Manager (MOM oder SCOM) ist ein Server-Produkt von Microsoft. Es bietet Leistungsüberwachung, Ereignisanzeigen und -Auswertungen und applikationsspezifische Protokolldateien für Hard- und Software. Die derzeitige Version ist der Microsoft System Center Operations Manager 2019. Schwerpunkt des Produktes liegt in der Überwachung von Microsoft-Infrastrukturen. Mit der Version 2012 wurden auch Systeme wie Linux und Solaris eingebunden.
Die Software ist in die System-Center-Produktfamilie des Herstellers eingebunden und verfügt unter anderem über Schnittstellen zu System Center Configuration Manager (SCCM) und System Center Virtual Machine Manager.
Netzwerkmanagementsysteme wie die System Center Produkte gehören zu den komplexeren Produkten im Bereich Software. Entsprechend aufwändig kann die Einführung der Lösungen ausfallen.
Ein zentraler Punkt in SCOM sind die sogenannten Management Packs (MPs). Diese werden von Microsoft und anderen Unternehmen vorkonfiguriert geliefert und enthalten ein Regelwerk mit Grenzwerten, wann die jeweils überwachte Software oder das System kritische Werte erreicht. Diese können auf verschiedenen Wegen an den Administrator berichtet werden. MPs liefern zu den berichteten Problemen auch Hinweise auf deren mögliche Ursachen und Lösungen sowie Vorschläge für Werkzeuge, die zu deren Bearbeitung geeignet sein könnten. Eine Auflistung sämtlicher von SCOM nutzbarer Management Packs – Anzahl Stand 1. April 2020 520 Stück – findet sich auf der externen Website Systemcenterwiki.

## Geschichte
Das Produkt begann als ein Netzwerk-Management-System namens SeNTry ELM, welches von der britischen Firma Serverware Group plc. vertrieben wurde. Im Juni 1998 wurden die geistigen Eigentumsrechte von Mission Critical Software, Inc. gekauft, die das Produkt in Enterprise Event Manager umbenannten. Mission Critical unternahm eine komplette Neufassung des Produkts und nannte die neue Version OnePoint Operations Manager (OOM). Mission Critical Software fusionierte Anfang 2000 mit der Firma NetIQ und verkaufte die Rechte des Produkts im Oktober 2000 an Microsoft. Es wurde in Microsoft Operations Manager (MOM) umbenannt – einige Jahre später wurde eine weitere Version unter dem Namen Microsoft Operations Manager 2005 veröffentlicht. Microsoft benannte das Produkt in System Center Operations Manager um und veröffentlichte die Version unter dem Namen System Center Operations Manager 2007. System Center Operations Manager – oder kurz SCOM – 2007 wurde auf der Grundlage eines neuen Codes entwickelt und ist, obwohl es Ähnlichkeiten mit Microsoft Operations Manager aufweist, kein Upgrade von den Vorgängerversionen.

## Komponenten
Bei der Installation von Operations Manager wird eine neue Verwaltungsgruppe erstellt. Diese Verwaltungsgruppe ist die grundlegende Funktionseinheit. Eine Verwaltungsgruppe besteht mindestens aus einem Verwaltungsserver, der Betriebsdatenbank und einer Data Warehouse-Datenbank, in welchem die Berichtsdaten gespeichert werden.
- Der Verwaltungsserver wird als zentraler Punkt zur Verwaltung der Verwaltungsgruppe und zur Kommunikation mit der Datenbank verwendet. Wenn Sie die Betriebskonsole öffnen und eine Verbindung mit einer Verwaltungsgruppe herstellen, wird die Verbindung mit einem Verwaltungsserver für diese Verwaltungsgruppe hergestellt. Je nach Größe der Rechenumgebung kann eine Verwaltungsgruppe einen einzelnen oder mehrere Verwaltungsserver enthalten.

- Die Betriebsdatenbank ist eine SQL-Server-Datenbank, die alle Konfigurationsdaten für die Verwaltungsgruppe enthält und in der alle Überwachungsdaten, die für die Verwaltungsgruppe gesammelt und verarbeitet werden, gespeichert werden. Die Daten werden in der Betriebsdatenbank kurzfristig gespeichert. Sie werden standardmäßig 7 Tage beibehalten.

- Die Data Warehouse-Datenbank ist eine SQL Server-Datenbank, in der Überwachungs- und Warnungsdaten zu Verlaufsanalysezwecken gespeichert werden. Daten, die in die Operations Manager-Datenbank geschrieben werden, werden auch in die Data Warehouse-Datenbank geschrieben, sodass die Berichte stets aktuelle Daten enthalten. Die Daten werden in der Data Warehouse-Datenbank dauerhaft gespeichert.

Wenn die Berichtsfunktion von Operations Manager installiert ist, enthält die Verwaltungsgruppe auch einen Berichtsserver, von dem Berichte aus den Daten in der Data Warehouse-Datenbank erstellt und dargestellt werden. Diese Kernkomponenten einer Verwaltungsgruppe können auf einem einzelnen Server installiert oder über mehrere Server verteilt sein.

### Kommunikation zwischen Agenten und Verwaltungsservern
Auf zu überwachenden System wird eine Software, der sogenannte Operations Manager Agent, installiert. 
Auf einem überwachten Computer wird der Operations Manager-Agent als Microsoft Monitoring Agent-Dienst aufgelistet. Vom Microsoft Monitoring Agent-Dienst werden Leistungsdaten gesammelt, Tasks ausgeführt usw. Wenn vom Dienst keine Kommunikation mit dem Verwaltungsserver hergestellt werden kann, an den die Daten gesendet werden sollen, wird der Dienst weiterhin ausgeführt, und die gesammelten Daten und Ereignisse werden auf dem Datenträger des überwachten Computers in eine Warteschlange geschrieben. Wenn die Verbindung wieder hergestellt wurde, werden die gesammelten Daten und Ereignisse vom Microsoft Monitoring Agent-Dienst an den Verwaltungsserver gesendet.
Vom Operations Manager-Agent werden die Warnungs- und Ermittlungsdaten an den primären Verwaltungsserver gesendet und von diesem in die Betriebsdatenbank geschrieben. Außerdem werden vom Agent Ereignis-, Leistungs- und Zustandsdaten an seinen primären Verwaltungsserver gesendet und von diesem simultan in die Betriebsdatenbank sowie in die Data Warehouse-Datenbank geschrieben.
Die Daten werden entsprechend den Zeitplanparametern für jede Überwachungsregel und jeden Monitor gesendet. Bei optimierten Sammlungsregeln werden nur Daten übertragen, wenn ein Beispiel eines Indikators sich vom vorherigen Beispiel um eine angegebene Toleranz, z. B. 10 %, unterscheidet. Hierdurch werden Netzwerkverkehr und Datenmenge in der Betriebsdatenbank reduziert.
Zusätzlich wird von allen Agenten ein Datenpaket, das als Takt (im englischen Heartbeat) bezeichnet wird, in regelmäßigen Abständen (standardmäßig alle 60 Sekunden) an den Verwaltungsserver gesendet. Mithilfe des Takts werden Verfügbarkeit des Agents und Kommunikation zwischen Agent und Verwaltungsserver überprüft.

## Operations-Manager-Versionen
- Microsoft Operations Manager 2000
- Microsoft Operations Manager 2005
  - Microsoft Operations Manager 2005 Service Pack 1
- System Center Operations Manager 2007
  - System Center Operations Manager 2007 Service Pack 1
  - System Center Operations Manager 2007 R2
- System Center Operations Manager 2012
  - System Center Operations Manager 2012 R2
- System Center Operations Manager 2016
- System Center Operations Manager 2019[5]
  - System Center Operations Manager 2019 UR1[6]